# Alena Tseliapushkina
Alena Tseliapushkina (née le 22 janvier 1969 à Korchevjina) est une cavalière bélarusse de concours complet.

Aux Jeux olympiques d'été de 2008 à Pékin, elle est 54e de l'épreuve individuelle. Aux Jeux olympiques d'été de 2012 à Londres, elle est éliminée de l'épreuve individuelle.